# روث فرانس
روث فرانس (بالإنجليزية: Ruth France)‏ (12 يونيو 1913 في نيوزيلندا - 19 أغسطس 1968)؛ كاتِبة، شاعرة، أمينة مكتبة وروائية نيوزيلندية.